# Arroio Sanga da Morte
O Arroio Sanga da Morte é um dos arroios da cidade de Porto Alegre, capital do estado brasileiro do Rio Grande do Sul. Está situado no Bairro Cristal, na Zona Sul da cidade, e tem sua foz próximo do Parque Pontal e de seu shopping.
Em virtude de estar numa área bastante urbanizada, o arroio já foi canalizado, estando subterrâneo em alguns trechos, como na Avenida Diário de Notícias, por exemplo.

## Projeto Amigos do Arroio
No dia 2 de julho de 2013, a Prefeitura Municipal lançou a campanha "Amigos do Arroio", envolvendo três órgãos públicos municipais – Smam, DMLU e DMAE – para efetuar a limpeza do curso d'água e promover a conscientização ambiental da população. A ideia era firmar um pacto entre o poder público e a os moradores locais para ajudar a cuidar do arroio, não descartando lixo no local e denunciando quem o fizesse.
Na ocasião, foram retirados do leito do arroio resíduos como objetos de limpeza pessoal e vestuário, eletrodomésticos e eletrônicos, além de bastante lixo doméstico. Os trechos limpos ficavam entre as avenidas Icaraí e Chuí e na proximidade da Avenida Divisa.

## Acidentes
Em novembro de 2015, um choque entre dois veículos na Avenida Chuí, próximo à rua Ibicuí, resultou na queda de um deles nas águas da Sanga da Morte. Embora não tenha havido mortes, três passageiros ficaram feridos.